# Spiral: Suiri no Kizuna
Spiral (în română Spirala) sau titlul complet: Spiral: Suiri no Kizuna (スパイラル〜推理の絆? în engleză Spiral: The Bonds of Reasoning) este un manga gen thriller transformat în anime de TV Tokyo.
Totul începe când Kiotaka Narumi dispare fără urmă după ce își apelase fratele Ayumu spunându-i că în legatură cu misterul Blade Children (copii spintecători) el va dispărea până când află „misterul nevazut din mâinile lui” și că să-i transmită cumnatei lui, Madoka același lucru. La sfârșit Ayumu într-un fel se dă bătut.

## Personaje
Ayumu Narumi (鳴海歩 Narumi Ayumu?)
Dublaj voce: Kenichi Suzumura (japoneză), Daniel Katsük (engleză)
Este protagonistul, îi place să lucreze singur, este calculat, inteligent dar în același timp îi lipsește încrederea în sine. El însuși crede că este doar „o copie” a fratelui său și că poate doar să-l imite și nu va putea fi niciodată mai bun ca el. Este și un bun bucătar-acesta gătește mereu pentru cumnata lui; Hiyono este înebunită după mâncarea lui. Prea multe detalii despre el nu sunt date, primul episod începând cu primul lui caz.
Eyes Rutherford (アイズ・ラザフォード?)
Dublaj voce: Akira Ishida (japoneză), John Burgmeier (engleză)
Este unul dintre copiii spintecători, și un foarte bun pianist. Este tăcut și rece. Crede că copiii spintecători numai au nicio șansă și că asta a fost soarta lor.
Hiyono Yuizaki (結崎ひよの Yuizaki Hiyono?)
Dublaj voce: Masumi Asano (japoneză), Caitlin Glass (engleză)
Este un fel de „mână dreaptă” a lui Ayumu. Este ziarista școlii. Poartă mereu o agendă roz cu ea în care notează informații despre elevii școlii.
Kousuke Asazuki (浅月香介 Asazuki Kōsuke?)
Dublaj voce: Takeshi Kusao (japoneză), Greg Ayres (engleză)
Alt copil spintecător, căruia îi plac jocurile periculoase. Este unul dintre cei care îl pun la probă pe Ayumu.
Rio Takeuchi (竹内理緒 Takeuchi Rio?)
Dublaj voce: Yui Horie (japoneză), Monica Rial (engleză)
Este cea mai periculoasă și cea mai mică dintre copiii spintecători. Este specialistă în explozivi. Pare o fată naivă și drăguță, dar în interior este cu totul diferită.
Kanone Hilbert (カノン・ヒルベルト?)
Dublaj voce: Kenji Nojima (japoneză), Christopher Bevins (engleză)
Alt copil spintecător cu dublă personalitate. Crede că copiii spintecători numai au nici o speranță. De asemenea îi explică acest lucru lui Ayumu în ultimul episod și îi spune cum că inteligența și puterea de a crede în sine pot fi spulberate cu violență iar la sfârșit Ayumu îi închide gura cu faptul că el poate face doar atât.
Ryoko Takamachi (高町亮子 Takamichi Ryōko?)
Dublaj voce: Hitomi Kato (japoneză), Laura Bailey (engleză)
Este o sportivă foarte bună. Ea nu dorea să ia parte la lupta copiilor spintecători, cu toate că făcea parte dintre ei, pentru că nu dorea să omoare pe nimeni, dar este obligată de Eyes Rutherford care o învinge la un simplu joc ferește-te de minge. A avut o legătură cu Kousuke, care s-a rupt când acesta a omorât pentru prima oară.
Madoka Narumi (鳴海まどか Narumi Madoka?)
Dublaj voce: Kotono Mitsuishi (japoneză), Gwendolyn Lau (engleză)
Este soția lui Kiyotaka. Este inspectoare în poliția locală a orașului. Se crede o bună detectivă și crede că Ayumu ar trebui „să stea în banca lui”, dar într-un sfârșit își dă seama că Ayumu este singurul care ar putea ști ceva de Kiyotaka și într-un fel se bazează pe pistele lui.
Suemaru Wataya (和田谷末丸 Wataya Suemaru?)
Dublaj voce: Bin Shimada (japoneză), Robert McCollum (engleză)
Este parterul de serviciu de Madoka. Dă impresia unui pămpălău și îi place să facă pe polițistul dur, dar de fapt este un om sensibil și bun la inimă.
Sayoko Shiranagatani (白長谷小夜子 Shiranagatani Sayoko?)
Dublaj voce: Mai Nakahara (japoneză), Elise Baughman (engleză)
Este unul din copiii spintecători cu creierul „spălat”. Habar nu are cine sunt copii spintecători și nici cine este ea. Trăiește cu bunicul ei. Ayumu rezolvase un caz în care în casa fetei respective cineva asasinase bibliotecara casei.
Keishisei Kanzaka (神坂 警視正 Kanzaka Keishisei?)
Este comisarul circăi de poliție în care lucrează Madoka. Acesta insistă că căutarea informațiilor despre Kiyotaka este inutilă. În cele din urmă acesta moare fară să apuce să spună ce știa despre copiii spintecători. Se presupune că, de asemenea, el este cel care a parolat dosarul lui Kiyotaka din calculatoarele poliției.

## Episoade
1.Spirala destinului
2.Modul de a muri
3.Copii blestemați
4.Fericirea pentru cei care vor să creadă
5.Spânzurătoarea din ceață
6.Golul din rețea
7.Alegerea neîncrezătorului
8.Ziua înfrângerii
9.Toate lucrurile care iți sunt posibile
10.Doar o acțiune inteligentă
11.Noapte bună, dragă
12.Ochi secătuiți
13.Uvertură
14.Frangață „sclipitoare”
15.Ca o lebădă
16.Ținte în mișcare
17.Supraveghetorul din întuneric
18.Îngerul lamentabil
19.Oglinda inimii
20.Foșneturi de umbre
21.Sunetul unei inimi frânte
22.Confesia
23.Ploaia neîndurătoare
24.Omul din castelul înalt
25.Sunetul unui iris (floare) inghețând și topindu-se

## Diferențe între versiunea manga și anime
În versiunea anime, Ayumu nu-și găsește niciodată fratele. În schimb în versiunea manga, îl găsește și îi explică că el este "păpușarul" dintre toate lucrurile care i s-au întâmplat. De asemenea originea copiilor spintecători nu este niciodată explicată, este doar comparată cu un cuc (pasăre care își depune ouăle în cuiburi de alte specii de păsări, pentru a fi crescuți de acestea).